# St. Michael (Göllingen)

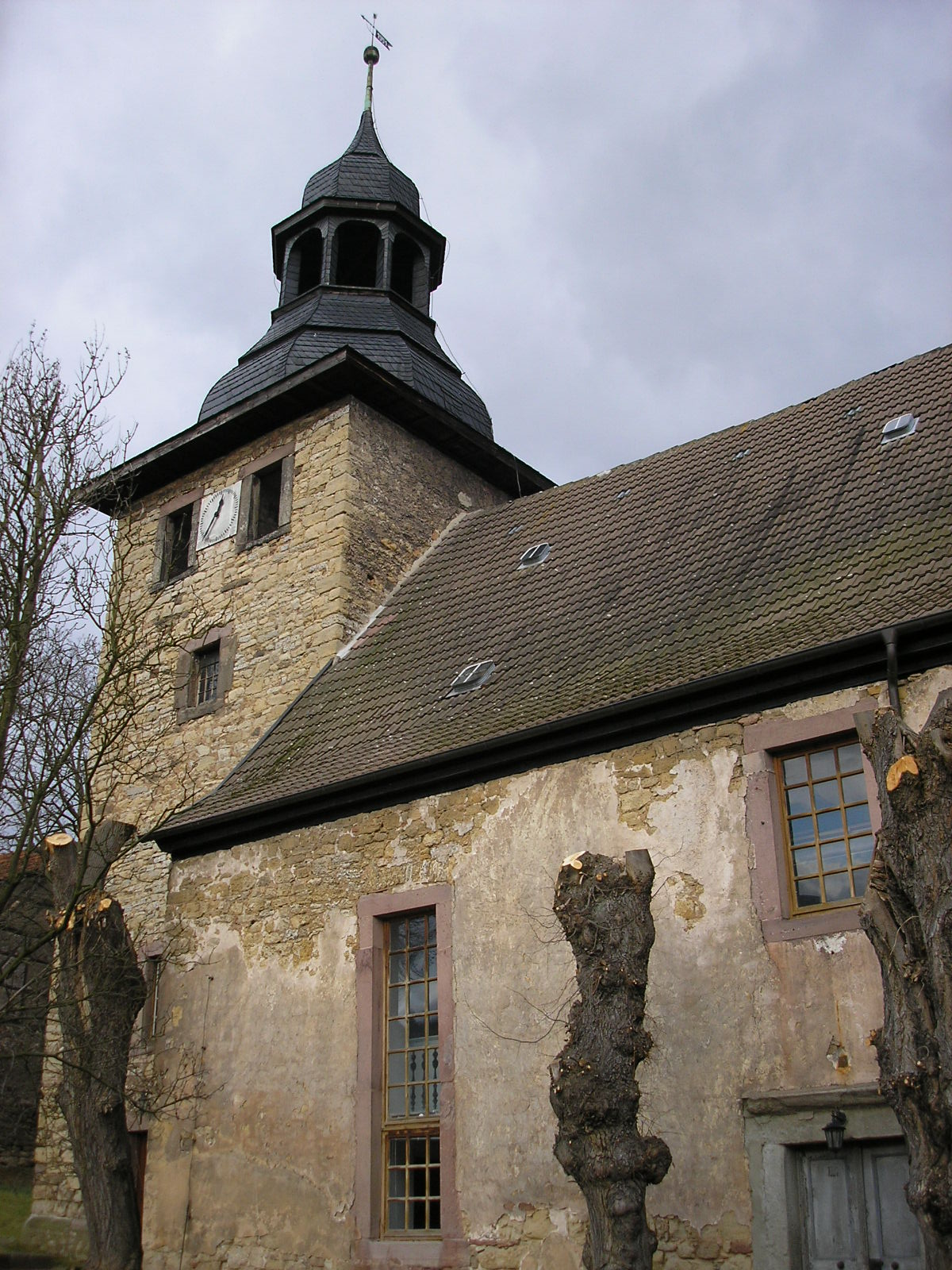
Die Kirche

Die Dorfkirche St. Michael steht im Ortsteil Göllingen der Gemeinde Kyffhäuserland im Kyffhäuserkreis in Thüringen.

## Geschichte
1722 wurde die Kirche in der Nachbarschaft des Klosters Göllingen auf rechteckigem Grundriss gebaut. 1736 kam der quadratische Westturm hinzu.
Von 1766 bis 1768 schuf der Orgelbauer Johann Michael Hartung aus Schloßvippach die Orgel, die der Orgelbauer Großmann aus Frankenhausen einbaute. Sie wurde 1857 durch den Orgelbauer Julius Strobel aus Frankenhausen saniert.
1834 wurden drei Glocken eingebaut. 1842 erfolgte die Renovierung des Kirchenschiffs, ebenso 1883 anlässlich des Lutherjubiläums.
1912 tauschte die Kirchgemeinde die Wetterfahne aus. Im Jahr danach wurde der Innenraum gestrichen.
1915 erhielt das Gotteshaus eine Lichtanlage und eine Turmuhr. 1917 wurden die Glocken für Kriegszwecke eingeschmolzen. Es gab 2745 Mark dafür.
Vom 20. zum 21. Juni 1950 schlug ein Blitz ein. Der Kirchturm brannte ab. Die Glocken waren zerstört, ebenso Blasebalg sowie die Turmuhr. Am 3. März 1951 wurden die neuen Glocken eingebaut und Landesbischof Moritz Mitzenheim weihte am 22. Oktober 1951 Kirchturm und Glocken ein. Später installierte die Kirchgemeinde die Blitzschutzanlage.
1960 installierte man die elektrische Läuteanlage, und 1972 weihte man die Winterkirche ein.
1985 erfolgten Reparaturen an der Turmbeschieferung und dem Dachstuhl. Die Arbeiten erstreckten sich über mehrere Jahre, da Zuganker und Inneneinrichtungen in die Sanierung einbezogen werden mussten.
Nach der Wende wurden die Erhaltungs- und Ausbesserungsarbeiten intensiviert. 2009 wurde das Kirchendach mit Hilfe von Spenden neu gedeckt.